# Euxoa luteosita
Euxoa luteosita là một loài bướm đêm trong họ Noctuidae.